# 東急ステイ
東急ステイ（とうきゅうステイ、Tokyu Stay）は、東急グループの東急不動産の子会社である東急リゾーツ&ステイ株式会社が運営するホテルチェーンの名称。同じく東急グループでホテル事業を行っている東急ホテルズのホテルチェーンとは別個のものである。
2020年7月1日に東急ステイ株式会社及びその子会社でこのチェーンを運営していた東急ステイサービス株式会社は、ホテル・リゾート事業の強化を目的とした運営会社の統合により、株式会社東急リゾートサービスと統合し、「東急リゾーツ&ステイ株式会社」になった。
全客室にランドリーやミニキッチンを完備し、7泊以上利用すると割引になるなど、長期滞在を目的とした客層に向けたサービスが多い。TOKYUポイント加盟店。
例えばチェーンの旗艦店として2008年（平成20年）4月に開業した東急ステイ青山プレミア（東京都港区）では、中長期の滞在に適う小型キッチンや洗濯乾燥機などが各部屋に整備されており、ビジネスユースや外国人長期滞在者の取り込みが意図されている。
2020年7月現在、東京23区内（18店舗）・北海道・京都・福岡（博多、天神）、沖縄、大阪、金沢、高山にある（計28店舗）。

## 施設一覧

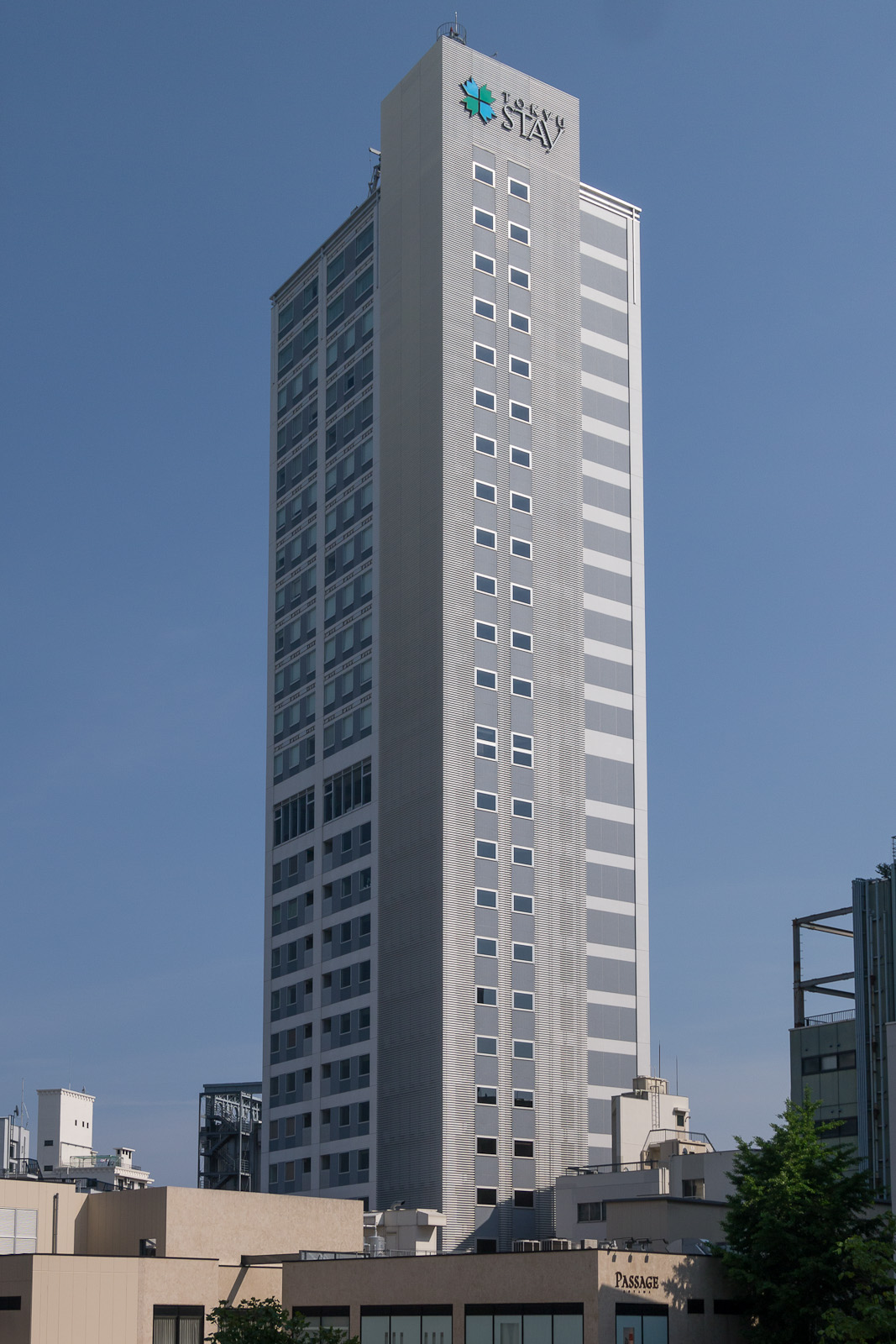
東急ステイ青山プレミア（東京・青山)

### ホテル
- 東急ステイ銀座
- 東急ステイ築地（旧 東急ステイ東銀座）
- 東急ステイ新橋（2012年12月閉店、2014年5月移転開業）
- 東急ステイ日本橋
- 東急ステイ門前仲町
- 東急ステイ水道橋
- 東急ステイ高輪
- 東急ステイ青山プレミア
- 東急ステイ渋谷
- 東急ステイ渋谷 新南口
- 東急ステイ目黒・祐天寺
- 東急ステイ用賀
- 東急ステイ蒲田
- 東急ステイ五反田
- 東急ステイ新宿
- 東急ステイ西新宿
- 東急ステイ池袋
- 東急ステイ四谷
- 東急ステイ札幌大通（2018年11月21日開業）
- 東急ステイ札幌
- 東急ステイ金沢（2020年2月13日開業）
- 東急ステイ飛騨高山 結の湯（2020年4月1日開業）
- 東急ステイ京都阪井座(四条河原町)（同上）
- 東急ステイ京都三条烏丸  本館
- 東急ステイ京都三条烏丸 別館はなれ（2018年12月7日開業）
- 東急ステイ大阪本町（2020年2月27日開業）
- 東急ステイ福岡天神（2019年2月27日開業）
- 東急ステイ博多（2018年6月26日開業）
- 東急ステイ那覇（2020年2月19日開業）
- 東急ステイ函館（2021年4月26日開業）
- 東急ステイ メルキュール 大阪なんば（2022年12月1日開業、アコーホテルズのメルキュールとのダブルブランド）

### 賃貸住居
同じく「東急ステイ」のブランドでは、家具付きの賃貸マンションも展開されている。2件目として開業した「東急ステイ青山レジデンス」では住戸面積が35-50平米、ホテルのフロントサービスの利用が可能で月額賃料は42万円から（開業時）となっている。
- 東急ステイ四谷RESIDENCE（東急ステイ四谷上層階に併設）
- 東急ステイ青山RESIDENCE（東急ステイ青山プレミアに併設）